# Glacier Bay National Park and Preserve
Glacier Bay National Park and Preserve is een nationaal park ter grootte van 13.287 km² in het zuiden van Alaska in de Verenigde Staten. Het park kan alleen over water of door de lucht worden bereikt omdat er geen wegen naartoe lopen. Desondanks bezoeken jaarlijks gemiddeld 380.000 bezoekers het park.
Vanaf de hoge, met sneeuw bedekte bergen lopen gletsjers de baai in en creëren spectaculaire formaties van ijs en ijsbergen. De bekendste gletsjer is waarschijnlijk de Muirgletsjer, zo'n 3 kilometer lang en 80 meter hoog. In totaal zijn er 16 gletsjers, waarvan 12 ijsbergen afzetten in de baai. In het gebied leven onder andere beren, herten, sneeuwgeiten, walvissen en watervogels.
Glacier Bay National Park is samen met Kluane, Wrangell-St. Elias en Tatshenshini-Alsek opgenomen op de Werelderfgoedlijst van UNESCO.